# دم تنغ شهيد دلي بجك (تشنار)
دم تنغ شهيد دلي بجك (بالفارسية: دم تنگ شهیددلی بجک) هي قرية تقع في إيران في قسم تشنار الريفي. يقدر عدد سكانها بـ 33 نسمة بحسب إحصاء 2016.